# 藤原貞夫
藤原 貞夫（ふじわら さだお、1935年1月16日 - 2005年3月23日）は、日本の経営者。藤田観光社長を務めた。

## 経歴
東京都出身。1957年に慶應義塾大学経済学部を卒業し、同年に同和鉱業に入社。
1989年6月に取締役に就任し、1991年6月に常務、1993年6月に専務を経て、1995年3月に藤田観光副社長に就任し、1997年3月には社長に昇格。
2002年3月に会長に就任。
2008年11月5日肺癌のために死去。73歳没。